# Cronica dell'Anonimo Romano
La Cronica dell'Anonimo romano è una cronaca composta da 28 capitoli e realizzata verso la metà del XIV secolo. L'identità dell'autore è incerta, motivo per cui ci si riferisce a lui con la dicitura anonimo romano. Nel 1994, lo studioso Giuseppe Billanovich propose l'identificazione dell'anonimo romano con Bartolomeo di Iacovo da Valmontone, un chierico al servizio della curia romana: questa ipotesi tuttavia non è stata accolta con favore dalla maggior parte della critica e degli studiosi e l'identità del misterioso autore rimane, pertanto, incerta e di discussa attribuzione.

## Storia
La stesura della Cronica dell'Anonimo romano avvenne secondo gli studiosi intorno al 1357. Come dichiarato dallo stesso autore nel primo capitolo dell'opera (che funge anche da prologo), alla base della realizzazione di quest'opera c'era la volontà di evitare che la memoria dei fatti avvenuti in quegli anni svanisse col passare del tempo.
Per molto tempo l'opera non ebbe grande considerazione presso gli studiosi, i quali prestarono attenzione soltanto al capitolo inerente alla narrazione della vita di Cola di Rienzo. Questo capitolo, il più corposo dell'opera, fu per molto tempo considerato un'opera a sé stante dai filologi, e quindi ad esso venne riservato maggior interesse dal punto di vista filologico e storico. Di conseguenza, gli altri capitoli vennero trascurati impedendone una trasmissione completa fino ai giorni nostri.
Dopo una serie di edizioni dell'opera realizzate tra cinquecento e seicento, caratterizzate da incompletezza e tentativi falliti di identificare l'autore, nel 1740 Ludovico Muratori pubblicò una prima edizione integrale dell'opera sotto il titolo di Historiae Romanae Fragmenta, inserita all'interno del volume Antiquitates Italicae Medii Aevi. L'opera, per quanto completa, fu però in parte modificata da interventi dello stesso Muratori.
Nei secoli successivi l'opera ebbe varie edizioni, nessuna delle quali fu però in grado di ripristinare la purezza originaria della Cronica. Fu infine nel Novecento che se ne riuscì a realizzare la prima edizione integrale esemplare e quanto più fedele possibile all'originale. Nel 1941 Gianfranco Contini pubblicò un articolo nel quale rivendicava l'importanza della Cronica all'interno del panorama letterario italiano, contribuendo quindi a rinnovare l'interesse degli studiosi verso quest'opera. Fu poi un suo allievo, Giuseppe Porta, a realizzare nel 1979 la prima edizione critica completa dell'opera.
Studi recenti imputano le imperfezioni del testo alla incompiutezza dell'opera, piuttosto che a guasti nella tradizione manoscritta.

## Contenuto e stile
La Cronica dell'Anonimo romano era originariamente composta da 28 capitoli. Il capitolo XVIII, quello inerente alla storia di Cola di Rienzo, è il più grande dell'opera, e sin dal Seicento fu pubblicato a parte con il titolo di Vita di Cola di Rienzo. Questo maggior interesse che gli studiosi ebbero nei confronti della parte dell'opera dedicata a Cola di Rienzo impedì che parte della restante opera fosse tramandata ai posteri. Per questa ragione, degli originali 28 capitoli, 9 sono andati perduti.
Gli eventi narrati nell'opera coprono un arco di anni che va dal 1325 al 1357. Tutti gli eventi descritti, stando agli studi di Billanovich, furono vissuti in prima persona dall'autore, e questo garantisce l'accuratezza e l'affidabilità di quanto da lui riportato. Sebbene la maggior parte dell'opera si concentri sulla storia di Roma in quegli anni, vi sono anche capitoli dell'opera che narrano vicende ambientate in altre città, come la cacciata degli Scaligeri da Padova, o la grande nevicata di Bologna del 1338.
Il linguaggio dell'opera è il dialetto romanesco medievale, descritto da alcuni studiosi, per l'uso che ne fa l'autore, come dotato di una purezza raramente vista in altre forme linguistiche regionali. L'opera quindi è importante anche dal punto di vista linguistico, perché fornisce un affresco vivido di com'era il volgare romanesco prima di essere influenzato dal dialetto fiorentino. La scelta del volgare è spiegata dall'autore con la volontà di permettere a tutti, anche alle persone meno colte, di potersi avvicinare al suo lavoro, traendone un'utilità. In virtù del suo linguaggio schietto e colorito, la Cronica dell'Anonimo romano è stata definita da Contini "uno dei capolavori dell’antica letteratura italiana" e studiosi come lo stesso Contini e Carlo Emilio Gadda hanno elogiato l'abilità dell'autore nel rappresentare la psicologia umana e nel descrivere con la massima vivacità gli eventi narrati, considerando l'opera dotata di un'eleganza espressiva superata nella prosa del Trecento solo da Giovanni Boccaccio.